# Erkenntnisverfahren
Erkenntnisverfahren sind im deutschen Recht die staatlich geregelten Verfahren vor den ordentlichen Gerichten (Zivil- und Strafgerichte) sowie den Gerichten der allgemeinen und besonderen Verwaltungsgerichtsbarkeit zur Herbeiführung einer rechtskräftigen Entscheidung. Das zivilgerichtliche Erkenntnisverfahren dient der hoheitlichen Feststellung privater Rechte, der Strafprozess zur Durchsetzung des staatlichen Strafanspruchs und der Verwaltungsprozess der Entscheidung öffentlich-rechtlicher Streitigkeit nichtverfassungsrechtlicher Art.
Zur Durchsetzung vollstreckbarer Entscheidungen dienen das Zwangsvollstreckungs-, das Strafvollstreckungs- und das Verwaltungsvollstreckungsverfahren.

## Gemeinsamkeiten und Unterschiede
Der Rechtsweg und die anwendbare Prozessordnung einschließlich der maßgeblichen Prozessgrundsätze für das Erkenntnisverfahren sowie die statthafte Klageart ergeben sich aus dem Streitgegenstand, der sich wiederum aus dem jeweiligen Klageantrag ergibt bzw. durch die Anklageerhebung der Staatsanwaltschaft bedingt ist.

### Zivilprozess
Der Zivilprozesses ist im 1. bis 7. Buch der Zivilprozessordnung (ZPO) geregelt und verläuft nach der Dispositionsmaxime:
- Klageerhebung, § 253 ZPO
- Mündliche Verhandlung, §§ 128 ff. und insbesondere § 137 ZPO
- Beweisaufnahme, §§ 284 ff. und §§ 355 ff. ZPO
- Urteil, §§ 300 ff. ZPO
- Rechtsmittel, §§ 511 ff. ZPO
- Rechtskraft, §§ 322 ff., 705 ZPO
- ggf. Wiederaufnahme, §§ 578 ff. ZPO
- ggf. Anrufung des Bundesverfassungsgerichts (BVerfG), des Europäischen Gerichtshofs (EuGH) oder des Europäischen Gerichtshofs für Menschenrechte (EGMR)

### Strafprozess
Das strafrechtliche Erkenntnisverfahren beginnt mit dem Ermittlungsverfahren (§ 160 StPO). Im Zwischenverfahren entscheidet das zuständige Gericht darüber, ob das Hauptverfahren zu eröffnen oder das Verfahren vorläufig einzustellen ist (§ 199 StPO). Gegebenenfalls schließen sich das Hauptverfahren und ein eventuelles Rechtsmittelverfahren (Berufung, Revision) an.
Im Strafprozess ist grundsätzlich die öffentliche Klage der Staatsanwaltschaft Voraussetzung für die Eröffnung einer gerichtlichen Untersuchung, § 151, § 152 StPO (sog. Anklagegrundsatz oder Akkusationsprinzip). Bei weniger schwerwiegenden Delikten (aufgeführt in § 374 StPO) überlässt die Staatsanwaltschaft die Erhebung der Anklage dem Verletzten im Wege der sog. Privatklage, wenn ein öffentliches Interesse an der Anklageerhebung nicht besteht (§ 376 StPO).
Gegenstand der Urteilsfindung ist die in der Anklage bezeichnete Tat, wie sie sich nach dem Ergebnis der Verhandlung darstellt (§ 264 StPO).

### Verwaltungsprozess
Im Verwaltungsprozessrecht gilt der Untersuchungsgrundsatz (§ 86 Abs. 1 VwGO). Der Rechtssuchende muss in der Klage gemäß § 82 Abs. 1 VwGO sein Rechtsschutzziel formulieren.